# Plinia punctata
Plinia punctata là một loài thực vật có hoa trong Họ Đào kim nương. Loài này được Urb. miêu tả khoa học đầu tiên năm 1923.